# Rszew (gmina)
Rszew (także Rżew) – dawna gmina wiejska istniejąca do 1927 roku w woj. łódzkim. Siedzibą władz gminy był Rszew (obecnie dzielnica Konstantynowa Łódzkiego).
Za Królestwa Polskiego gmina Rszew (Rżew) należała do powiatu łodzińskigo (łódzkiego) w guberni piotrkowskiej. 31 maja 1870 do gminy przyłączono pozbawiony praw miejskich Konstantynów.
W okresie międzywojennym gmina Rszew należała do powiatu łódzkiego w woj. łódzkim. Skałdała się z miejscowości: Ignacew (wieś i folwark), Krzywiec (wieś), Mirosławice (wieś, kolonia i osada młyńska), Niesięcin (wieś), Rszew (folwark), Rszewek (wieś), Srebrna (wieś), Stefanów (kolonia) i Żabiczki (folwark), Konstantynówek (wieś) oraz osada Konstantynów.
1 stycznia 1924 z gminy wyłączono osadę Konstantynów oraz wieś Konstantynówek i utworzono z nich miasto Konstantynów (Łódzki). Ludność gminy zmniejszyła się o 5728 mieszkańców (z 7094 do 1366) przez co gmina straciła sens bytu. I tak 1 kwietnia 1927 gmina Rszew została zniesiona, a jej obszar włączony do:
- gminy Brus – Srebrna;
- gminy Babice – Mirosławice, Ignacew, Stefanów i Żabiczki;
- gminy Rąbień – Krzywiec, Niesięcin, Rszewek, Rszew i Okupniki.

## Wójtowie
- 1868—1871 – Franciszek Miller
- 1871—1880 – Adam Miller
- 1880—188? – Lubomir Jankowski
- ? – 1885 – Adam Miller
- 1886 – K. Bitdorf
- 1887—1891 – Gustaw Abt
- 1893 – Jan Adam Miller
- 1894—1896 – Franciszek Ruprecht
- 1896—1903 – Gustaw Got
- 1903—1913 – Franciszek Naze
- 1913 – ? – Teodor Majzner